# Lutyco-Venedya
Lutyco-Venedya – polska korporacja akademicka działająca początkowo w Dorpacie, a po I wojnie światowej we Lwowie. Po II wojnie światowej nie wznowiła działalności.

## Rys historyczny
Korporacja ta została założona przez Mirosława Lipskiego i Jana Szuksztę 14 października 1884 roku w Dorpacie jako korporacja Lutycya. Była korporacją wydziałową Wydziału Weterynarii. W 1907 roku doszło w łonie Lutycji do tarć na tle politycznym, które doprowadziły do założenia 4 lutego przez kilku dotychczasowych członków tej korporacji nowej organizacji o nazwie Venedya. Działalność obu tych korporacji polegała na pielęgnowaniu polskiego patriotyzmu oraz dostarczaniu swoim członkom pomocy naukowej i materialnej. W czasie I wojny światowej (8 września 1916 roku) dochodzi do zawieszenia działalności Lutycji, która przekazała wówczas swój majątek Venedyi. W 1918 konwent Venedyi podjął decyzję o przeniesieniu korporacji do kraju, co też nastąpiło a w 1921 doszło do połączenia obu korporacji w jedną Lutyco-Venedyę. W roku 1935 doszło w korporacji do kolejnych nieporozumień na tle politycznym, w wyniku których grupa sześciu członków odnowiła Lutycyę, zaś Lutyco-Venedya opuściła Związek Polskich Korporacji Akademickich, do którego należała od 1921 roku. Korporacja Lutyco-Venedya zawarła kartele z korporacjami Lechia (w 1921 roku) i Lechicja (w 1929 roku).

## Insygnia
Barwy: błękitna, czerwona, ciemnosrebrna
Dewiza: Braterstwem i pracą